# Austrohahnia praestans
Austrohahnia praestans là một loài nhện trong họ Hahniidae.
Loài này thuộc chi Austrohahnia. Austrohahnia praestans được miêu tả năm 1942 bởi Cândido Firmino de Mello-Leitão.